# Djazirat al-Arabiyya
Djazirat al-Arabiyya és un grup de cinc illes del Golf Pèrsic que agafa el nom de la més gran a 80 km de la costa de l'Aràbia Saudita i 95 km de la costa de l'Iran. Les cinc illes són:
- Al-Arabiya
- Harkus
- Al-Farisiyya
- Karan
- Kurayn

La més gran té uns 3 km² i no està habitada. A Karan (la més petita) hi ha un pou de petroli.
Les reclamen Aràbia Saudita, Iran i Kuwait, però estan sota control dels saudites.